# László Berti
László Berti (ur. 24 czerwca 1875 w Budapeszcie, zm. 23 czerwca 1952 tamże) – węgierski szermierz, trzykrotny medalista olimpijski i wicemistrz świata.
Na igrzyskach olimpijskich w Sztokholmie w 1912 roku wspólnie z Jenő Fuchsem, Zoltánem Schenkerem, Ervinem Mészárosem, Péterem Tóthem, Lajosem Werknerem, Oszkárem Gerde i Dezső Földesem zdobył złoto w szabli drużynowej. W turnieju indywidualnym odpadł w półfinałach. Wystąpił tam także we florecie indywidualnym, zajmując czwarte miejsce. W rundzie finałowej wygrał cztery z siedmiu pojedynków. Brał też udział w igrzyskach olimpijskich w Paryżu w 1924 roku, gdzie zdobył dwa medale. Najpierw wspólnie z Zoltánem Schenkerem, Sándorem Póstą, István Lichteneckertem i Ödönem Tersztyánszkym zdobył brązowy medal we florecie drużynowym. Następnie Ödön Tersztyánszky, János Garay, Sándor Pósta, László Berti, József Rády, Zoltán Schenker, Jenő Uhlyárik i László Széchy wywalczyli srebro w szabli drużynowej. W turniejach indywidualnych tym razem nie startował.
Podczas mistrzostw świata w Budapeszcie w 1926 roku (oficjalnie zawodu tego cyklu rozgrywane są pod tą nazwą dopiero od 1937) wywalczył srebrny medal we florecie indywidualnym, rozdzielając na podium Włochów: Giorgio Chiavacciego i Ugo Pignottiego.
Ukończył studia w Akademii Wojskowej Cesarzowej Ludwiki w 1895 roku i został zawodowym żołnierzem. W 1896 w stopniu podporucznika, dosłużył się stopnia pułkownika. Po I wojnie światowej był też nauczycielem szermierki i policjantem.